# Von Miller
Pour les articles homonymes, voir Miller.
(en) Statistiques sur pro-football-reference
Von Miller, né le 26 mars 1989 à Dallas dans le Texas, est un sportif professionnel américain de football américain jouant au poste de linebacker dans la National Football League (NFL) depuis la saison 2011 et depuis 2025 pour la franchise des Commanders de Washington.
Sélectionné en deuxième choix de la draft 2011 de la NFL par la franchise des Broncos de Denver, il y obtient huit sélections pour le Pro Bowl dont quatre lors de ses quatre premières saisons professionnelles. Désigné meilleur joueur défensif rookie en 2011, il se révèle comme l'un des meilleurs linebackers du début des années 2010. Lors du Super Bowl 50, qu'il remporte, Von Miller est désigné meilleur joueur de la rencontre. Après 11 saisons chez les Broncos, il rejoint les Rams de Los Angeles en 2021 avec qui il remporte le Super Bowl LVI. Passé chez les Bills de Buffalo en 2022, il est libéré fin 2024 et rejoint les Commanders en 2025.
Au niveau universitaire, il a joué pendant quatre saisons (2007-2010) dans la NCAA Division I FBS pour les Aggies de l'université A&M du Texas où il est reconnu par consensus joueur All-American en 2010.

## Biographie

### Carrière universitaire
Von Miller choisit de rejoindre l'université A&M du Texas et l'équipe des Aggies malgré les offres de l'Université de Floride, Ole Miss, Oklahoma et Texas Tech. Il joue de 2007 à 2010 pour Texas A&M, commençant comme defensive end et évoluant en tant que linebacker. Au printemps 2008, Miller est suspendu pour avoir manqué volontairement plusieurs cours.
Lors de son année junior, il est le joueur universitaire avec le plus grand nombre de sacks avec 17 unité et est quatrième du classement avec 21 plaquages pour perte.
En 2010, Von Miller décide de poursuivre sa carrière universitaire et de retarder d'une année son entrée dans le monde professionnel du football américain. Il rate les six premières rencontres universitaires pour une entorse de la cheville. Il réalise tout de même 10,5 sacks et 17,5 plaquages pour perte,.

### Carrière professionnelle

#### Draft
Alors qu'il aurait été projeté au deuxième tour de la draft 2010 de la NFL, la saison senior de Von Miller en fait un joueur du top 5 pour la draft suivante. Lors du Senior Bowl 2011, Miller est nommé meilleur joueur défensif de la partie.
Lors du NFL Scouting Combine, il réalise un temps de 4,53 secondes au sprint des 40 yards, le deuxième meilleur temps des linebackers.
Von Miller est sélectionné lors de la draft 2011 à la 2e place par les Broncos de Denver,. Seul Cam Newton est choisi avant Miller. Il est le linebacker sélectionné le plus haut depuis LaVar Arrington en 2000.

#### Broncos de Denver
Le 28 juillet 2011, Von Miller signe officiellement son contrat avec les Broncos de Denver,. Il choisir de porter le numéro 58 en hommage à son joueur de football américain préféré, l'ancien linebacker des Chiefs de Kansas City Derrick Thomas.
Von Miller réalise une excellente saison 2012, enregistrant 18,5 sacks. Il termine troisième de la ligue dans ce registre. Miller termine deuxième dans le classement des meilleurs joueurs défensifs de la saison et est nommé dans l'équipe All-Pro de la saison.
Avant le début de la saison 2013 de la NFL, Von Miller est reconnu comme l'un des meilleurs joueurs de la ligue. Il est classé au 9e du top 100 des joueurs par NFL Network. Cependant, le début de sa saison est retardé. La NFL le suspend pour six rencontres pour avoir essayé de tricher lors d'un contrôle antidopage,. Le 24 novembre, il inscrit un touchdown de 60 yards contre les Patriots de la Nouvelle-Angleterre. Il se blesse fin décembre et ne participe pas au parcours des Broncos de Denver jusqu'au Super Bowl XLVIII.
Il revient de blessure et a un réel impact sur la défense des Broncos. Lors de la saison 2015, il devient le troisième joueur le plus rapide à atteindre les 50 sacks en seulement 58 rencontres de NFL. Lors des séries éliminatoires, Von Miller réalise 2,5 sacks sur Tom Brady, le quarterback des Patriots de la Nouvelle-Angleterre. Qualifié pour le Super Bowl 50, il est l'un des éléments clefs de la défense qui arrive à arrêter Cam Newton et l'attaque des Panthers de la Caroline. Dans la première mi-temps, il arrive à taper le ballon des mains de Newton pour créer le premier touchdown défensif de son équipe. En deuxième mi-temps, il force un fumble qui conclut le succès de son équipe. Pour sa performance lors de cette partie, six plaquages, deux fumbles créés et 2,5 sacks, Von Miller est nommé meilleur joueur du Super Bowl 50. Lors de l'inter-saison, les Broncos protègent Miller en lui appliquant un tag afin de prolonger son contrat à long terme,.

#### Bills de Buffalo
En octobre 2024, Miller est suspendu pour quatre matchs pour avoir violé la politique de conduite personnelle de la NFL,. Il termine la saison avec un bilan de six sacks. Lors du match de division de la série éliminatoire gagné 37 à 35 contre les Ravens, il recouvre un fumble adverse forcé par son équipier Damar Hamlin qu'il retourne sur 39 yards, ce qui met son équipe en position d'inscrire le touchdown victorieux.
Le 9 mars 2025, les Bills libèrent Miller faisant de lui un agent libre.

#### Commanders de Washington
Le 21 juillet 2025, Miller signe un contrat d'un an avec les Commanders de Washington pour un montant de 6,1 millions de dollars et comprenant des options pour un montant de 10,5 millions,. Il a choisit de porter le numéro 24 en hommage d'une part au regretté Kobe Bryant et d'autre part à Champ Bailey, cornerback retraité de la NFL ayant commencé sa carrière à Washington et qui avait été son équipier chez les Broncos.

## Statistiques
| Légende | Légende                                                                                             |
| ------- | --------------------------------------------------------------------------------------------------- |
|         | MVP du Super Bowl                                                                                   |
|         | Gagnant du Super Bowl                                                                               |
| Gras    | Record de carrière (Pour les interceptions et les fumbles, il s'agit du record minimum en carrière) |

| Année  | Équipe                   | MJ  |                      | Plaquages            | Plaquages            | Plaquages            | Plaquages            |                      | Interceptions        | Interceptions        | Interceptions | Interceptions |  | Fumbles | Fumbles |
| Année  | Équipe                   | MJ  | Total                | Seul                 | Ast.                 | Sacks                | Nb.                  | Yards                | Déf.                 | TD                   | Nb.           | Rec.          |  |         |         |
| 2011   | Broncos de Denver        | 15  | 64                   | 50                   | 14                   | 11,5                 | -                    | -                    | 4                    | -                    | 2             | 0             |  |         |         |
| 2012   | Broncos de Denver        | 16  | 68                   | 55                   | 13                   | 18,5                 | 1                    | 26                   | 2                    | 1                    | 6             | 0             |  |         |         |
| 2013   | Broncos de Denver        | 09  | 34                   | 27                   | 07                   | 05,0                 | -                    | -                    | 1                    | -                    | 3             | 1             |  |         |         |
| 2014   | Broncos de Denver        | 16  | 59                   | 42                   | 17                   | 14,0                 | -                    | -                    | 2                    | -                    | 1             | 1             |  |         |         |
| 2015   | Broncos de Denver        | 16  | 35                   | 30                   | 05                   | 11,0                 | -                    | -                    | 1                    | -                    | 4             | 3             |  |         |         |
| 2016   | Broncos de Denver        | 16  | 78                   | 62                   | 16                   | 13,5                 | -                    | -                    | 3                    | -                    | 3             | 0             |  |         |         |
| 2017   | Broncos de Denver        | 16  | 57                   | 51                   | 06                   | 10,0                 | -                    | -                    | 3                    | -                    | 2             | 1             |  |         |         |
| 2018   | Broncos de Denver        | 16  | 48                   | 29                   | 19                   | 14,5                 | 1                    | 42                   | 3                    | 0                    | 4             | 2             |  |         |         |
| 2019   | Broncos de Denver        | 15  | 46                   | 33                   | 13                   | 08,0                 | 0                    | 0                    | 2                    | 0                    | 0             | 0             |  |         |         |
| 2020   | Broncos de Denver        | 0   | Blessé, n'a pas joué | Blessé, n'a pas joué | Blessé, n'a pas joué | Blessé, n'a pas joué | Blessé, n'a pas joué | Blessé, n'a pas joué | Blessé, n'a pas joué | Blessé, n'a pas joué | -             | -             |  |         |         |
| 2021   | Broncos de Denver        | 07  | 19                   | 09                   | 10                   | 04,5                 | 0                    | 0                    | 0                    | 0                    | 0             | 0             |  |         |         |
| 2021   | Rams de Los Angeles      | 08  | 31                   | 23                   | 08                   | 05,0                 | 0                    | 0                    | 1                    | 0                    | 1             | 0             |  |         |         |
| 2022   | Bills de Buffalo         | 11  | 21                   | 18                   | 03                   | 08,0                 | 0                    | 0                    | 2                    | 0                    | 1             | 0             |  |         |         |
| 2023   | Bills de Buffalo         | 12  | 03                   | 02                   | 01                   | 00,0                 | 0                    | 0                    | 0                    | 0                    | 0             | 0             |  |         |         |
| 2024   | Bills de Buffalo         | 13  | 17                   | 13                   | 04                   | 06,0                 | 0                    | 0                    | 0                    | 0                    | 0             | 0             |  |         |         |
| 2025   | Commanders de Washington | ?   | Saison en cours      | Saison en cours      | Saison en cours      | Saison en cours      | Saison en cours      | Saison en cours      | Saison en cours      | Saison en cours      | ?             | ?             |  |         |         |
| Totaux | Totaux                   | 186 | 581                  | 446                  | 135                  | 129,5                | 2                    | 68                   | 24                   | 1                    | 27            | 9             |  |         |         |

| Année  | Équipe              | MJ |                      | Plaquages            | Plaquages            | Plaquages            | Plaquages            |                      | Interceptions        | Interceptions        | Interceptions | Interceptions |  | Fumbles | Fumbles |
| Année  | Équipe              | MJ | Total                | Seul                 | Ast.                 | Sacks                | Nb.                  | Yards                | Déf.                 | TD                   | Nb.           | Rec.          |  |         |         |
| 2011   | Broncos de Denver   | 2  | 03                   | 03                   | 0                    | 1,0                  | -                    | -                    | 0                    | -                    | 0             | 0             |  |         |         |
| 2012   | Broncos de Denver   | 1  | 09                   | 07                   | 2                    | 0,5                  | -                    | -                    | 0                    | -                    | 0             | 0             |  |         |         |
| 2014   | Broncos de Denver   | 1  | 06                   | 05                   | 1                    | 0,0                  | -                    | -                    | 0                    | -                    | 0             | 0             |  |         |         |
| 2015   | Broncos de Denver   | 3  | 13                   | 11                   | 2                    | 5,0                  | 1                    | 4                    | 2                    | 0                    | 2             | 0             |  |         |         |
| 2021   | Rams de Los Angeles | 4  | 14                   | 12                   | 2                    | 4,0                  | 0                    | 0                    | 1                    | 0                    | 1             | 1             |  |         |         |
| 2022   | Bills de Buffalo    | 0  | Blessé, n'a pas joué | Blessé, n'a pas joué | Blessé, n'a pas joué | Blessé, n'a pas joué | Blessé, n'a pas joué | Blessé, n'a pas joué | Blessé, n'a pas joué | Blessé, n'a pas joué | -             | -             |  |         |         |
| 2023   | Bills de Buffalo    | 2  | 02                   | 01                   | 1                    | 0,0                  | 0                    | 0                    | 0                    | 0                    | 0             | 0             |  |         |         |
| 2024   | Bills de Buffalo    | 3  | 02                   | 01                   | 1                    | 0,0                  | 0                    | 0                    | 0                    | 0                    | 0             | 1             |  |         |         |
| Totaux | Totaux              | 16 | 49                   | 40                   | 9                    | 10,5                 | 1                    | 4                    | 3                    | 0                    | 3             | 2             |  |         |         |

## Palmarès

### NFL
- Vainqueur des Super Bowls 50 et LVI ;
- Désigné MVP du Super Bowl 50 ;
- Meilleur défenseur rookie de la saison 2011 ;
- Sélectionné 3x dans la 1re équipe All-Pro, en 2012, 2015 et 2016 ;
- Sélectionné 4x dans la 2e équipe All-Pro, en 2011, 2014, 2017 et 2018 ;
- Sélectionné 8x pour le Pro Bowl, soit en fin de saison 2011, 2012, 2014, 205, 2016, 2017, 2018 et–2019 ;
- Sélectionné dans l'Équipe NFL de la décennie 2010 ;
- Vainqueur du Butkus Award (pro) en 2012 ;
- Sélectionné dans l'équipe des meilleurs rookies de la saison 2011 par Pro Football Writers of America (en) (PFWA).

#### Records NFL
- Plus grand nombre de sacks effectués en Super Bowl(s) : 4 ½ (à égalité avec Charles Haley)[25]

#### Records des Broncos
Au moment de son départ en 2021 des Broncos de Denver, Miller détenait cinq records de cette franchise soit :
- + grand nombre de sacks en carrière : 110 ½[26] ;
- + grand nombre de sacks sur une saison : 18 ½ en 2012[26] ;
- + grand nombre de sacks en séries éliminatoires : 6 ½[27] ; ;
- + grand nombre de sacks sur une série éliminatoire : 5 en 2015[28] ;
- + grand nombre de sacks sur un match de série éliminatoire : 2 ½, le 24 janvier 2016 contre les Patriots (finale de conférence AFC) et le 7 février 2012 contre les Panthers (Super Bowl 50)[27].

### NCAA
- Vainqueur du Butkus Award (universitaire) en 2010 ;
- Vainqueur du Jack Lambert Trophy (en) en 2010 ;
- Reconnu par consensus joueur universitaire All-American en 2010 ;
- Sélectionné dans la 1re équipe All-America en 2009 ;
- Sélectionné dans la 1re équipe de la conférence Big-12 en 2009 et 2010.

## Vie privée
Jeune, Von Miller est obligé de porter des lunettes, ce qui lui donne un air de geek. Son père ne souhaitait pas qu'il joue au football américain mais le jeune Von convainc sa mère de le laisser jouer sans que son père le sache.
Il crée la fondation « Von's Vision » venant en aide aux enfants défavorisés ayant besoin de soins ophtalmologiques.
Von Miller collectionne les paires de lunettes et les paires de chaussures.
En mars 2016, Von Miller est annoncé dans le casting de célébrités pour la 22e saison de Dancing with the Stars,.